# Kalikuning (Tulakan)
Kalikuning is een bestuurslaag in het regentschap Pacitan van de provincie Oost-Java, Indonesië. Kalikuning telt 8536 inwoners (volkstelling 2010).